# 1023-й самоходно-артиллерийский полк

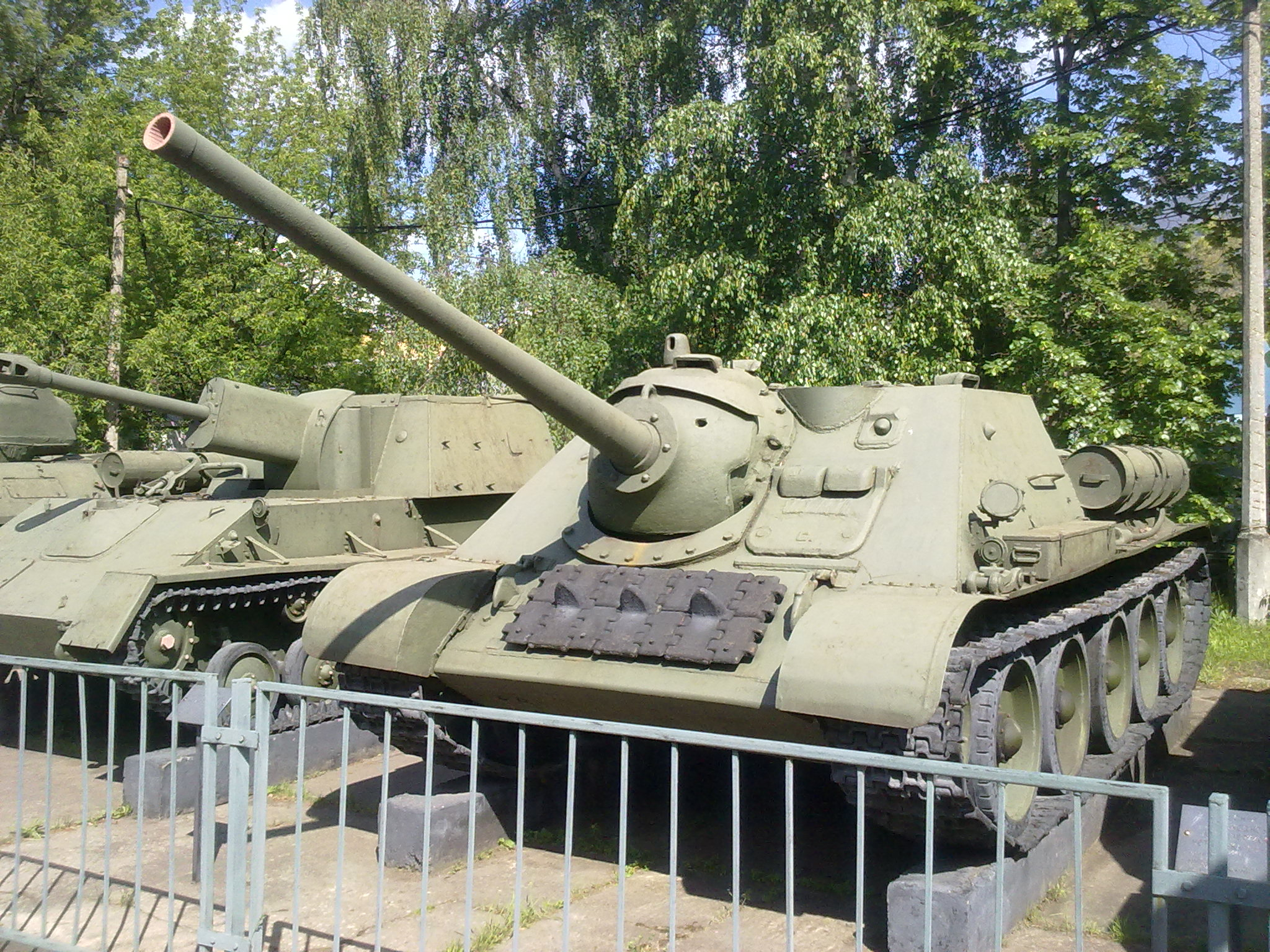
СУ-85

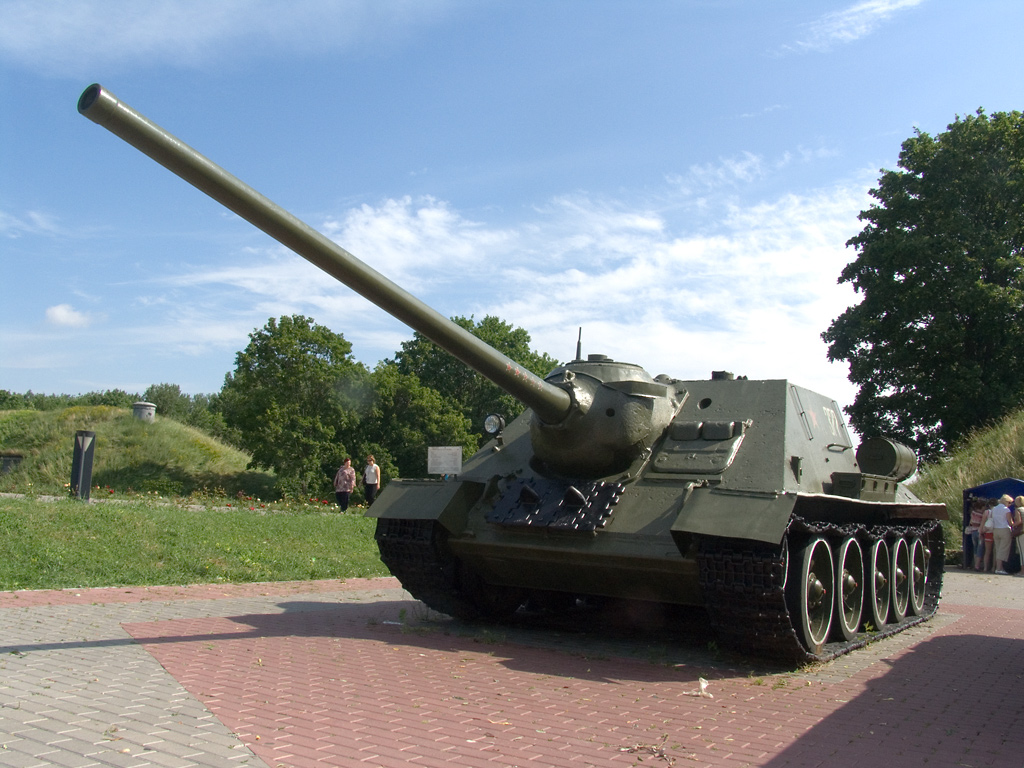
СУ-100

1023-й самоходно-артиллерийский ордена Александра Невского полк — воинское формирование Вооружённых Сил СССР, принимавшее участие в Великой Отечественной войне.
Сокращённое наименование — 1023 сап.

## История формирования
1023-й самоходно-артиллерийский полк был сформирован на базе 376-го отдельного танкового батальона на основании директивы Генштаба КА № ОРГ/3/309530 от 13 июня 1944 года и приказа по Учебному центру самоходной артиллерии БТ и МВ КА № 0375 от 17 июня 1944 года в районе станции Загорск. Полк был сформирован 4-х батарейного состава и имел на вооружении 21 самоходную установку СУ-85, в последующем на 50 % перевооружён на СУ-100.
На основании директивы Генерального штаба КА № 295061 от 20 июля 1944 года и боевого распоряжения штаба артиллерии 1-го Белорусского фронта № 0083 от 21 июня 1944 года полк вошёл в состав 15-й отдельной истребительно-противотанковой артиллерийской бригады РГК.

## Участие в боевых действиях
Период вхождения в действующую армию: 26 июля 1944 года — 9 мая 1945 года.
Согласно боевому приказу бригады № 008, полк совершил марш из района города Ковель в район города Лукув, где занял огневые противотанковые позиции.
С 8 августа 1944 года по приказу командира 15-й истребительно-противотанковой бригады полк сосредоточился в районе города Сточек, где до 30 августа занимался приведением в порядок материальной части и боевой подготовкой.
1 сентября 1944 года полк сосредоточился в районе города Острув-Мазовецка для получения дальнейшей задачи. С 3 сентября после прорыва обороны противника полк по приказу командира бригады прикрывал правый фланг наступающих частей от возможных контратак танков и самоходных орудий противника, вёл короткие бои с мелкими группами противника, находящимися в засаде. В районе Емелиста полк встретил засаду противника. В завязавшемся бою было уничтожено: 2 орудия 75-мм, 3 пулемётных точки, до взвода пехоты. Потери полка составили: 1 СУ-85, 3 человека убито, 8 ранено.
2 апреля 1945 года полк, совершив 80-км марш, сосредоточился в районе Шварцхоф, 3 апреля совершил погрузку на ж.д. станции Диршау и 19 апреля прибыл в Грайфенхаген, где занял боевые порядки. 24 апреля полк на паромах форсировал реку Одер и сосредоточился в районе Хоэнрайнендорф. Действуя в полосе наступления 96-го стрелкового корпуса последовательно занимал огневые противотанковые позиции Карлсберг, Хоэнгюстов, Пренцлау, Харденбек, Карпин, Вайсдин, Адамсдорф, Нойгарц и 2 мая вышел в район Грюненберга, где занял огневой рубеж. В этот же день разведка полка обнаружила отходящую колонну противника по шоссе Боссов-Гольдсберг. Действуя из засады самоходные установки полка под командованием младшего лейтенанта Онопченко рассеяли вражескую колонну, уничтожив 2 бронетранспортёра и 1 танк, захватили 4 зенитных 88-мм орудия, 12 машин с грузами и 28 фашистов. После чего полк с боями вышел на восточную окраину города Гольдберг и завязал уличные бои, в результате смелых и решительных действий город к вечеру был полностью очищен от противника. За период боевых действий с 2 апреля по 3 мая 1945 года полк уничтожил: 5 танков и самоходных орудий противника, 5 бронетранспортёров, 16 пулемётных точек и одно орудие. Потери полка: убит 1 офицер, ранено — 3 офицера и 3 человека сержантского состава.
10 июня 1945 года 1023-й самоходно-артиллерийский ордена Александра Невского полк вышел из состава 15-й отдельной истребительно-противотанковой артиллерийской бригады и вошёл в состав 90-го стрелкового корпуса.

## Подчинение
| Дата           | Фронт (округ)            | Армия                 | Корпус | Бригада                                                             |
| -------------- | ------------------------ | --------------------- | ------ | ------------------------------------------------------------------- |
| 1.07.1944 года | Московский военный округ | окружного подчинения  | -      | -                                                                   |
| 1.08.1944 года | 1-й Белорусский фронт    | фронтового подчинения | -      | 15-я отдельная истребительно-противотанковая артиллерийская бригада |
| 1.09.1944 года | 1-й Белорусский фронт    | фронтового подчинения | -      | 15-я отдельная истребительно-противотанковая артиллерийская бригада |
| 1.10.1944 года | 2-й Белорусский фронт    | 48-я армия            | -      | 15-я отдельная истребительно-противотанковая артиллерийская бригада |
| 1.11.1944 года | 2-й Белорусский фронт    | 48-я армия            | -      | 15-я отдельная истребительно-противотанковая артиллерийская бригада |
| 1.12.1944 года | 2-й Белорусский фронт    | 48-я армия            | -      | 15-я отдельная истребительно-противотанковая артиллерийская бригада |
| 1.01.1945 года | 2-й Белорусский фронт    | фронтового подчинения | -      | 15-я отдельная истребительно-противотанковая артиллерийская бригада |
| 1.02.1945 года | 2-й Белорусский фронт    | фронтового подчинения | -      | 15-я отдельная истребительно-противотанковая артиллерийская бригада |
| 1.03.1945 года | 2-й Белорусский фронт    | 49-я армия            | -      | 15-я отдельная истребительно-противотанковая артиллерийская бригада |
| 1.04.1945 года | 2-й Белорусский фронт    | 65-я армия            | -      | 15-я отдельная истребительно-противотанковая артиллерийская бригада |
| 1.05.1945 года | 2-й Белорусский фронт    | 70-я армия            | -      | 15-я отдельная истребительно-противотанковая артиллерийская бригада |

## Командование полка

### Командир полка
- Нечаев, Пётр Иванович (17.06.1944 — 08.45), гвардии подполковник

### Заместители командира по строевой части
- Постников Николай Иванович (17.06.1944 — ?.1944), капитан;
- Борисов Анатолий Михайлович (? — 02.05.1945), майор

### Заместитель командира по политической части
- Рабуев Порфирий Яковлевич (17.06.1944 — 08.1945), гвардии майор

### Начальники штаба полка
- Секлетов Иван Яковлевич (17.06.1944 — 9.1944), капитан;
- Погиба Иван Терентьевич (10.1944 — 08.45), гвардии майор

## Награды
| Награда (наименование)    | Дата награждения                                                       | За что получена |
| ------------------------- | ---------------------------------------------------------------------- | --- |
| Орден Александра Невского | награждён указом Президиума Верховного Совета СССР от 4 июня 1945 года | за образцовое выполнение заданий командования в боях с немецкими захватчиками при овладении городами Штеттин, Гартц, Пенкун, Казеков, Шведт и проявленные при этом доблесть и мужество |